# Amir Bhatia
Amirali Alibhai "Amir" Bhatia, baron Bhatia, né le 18 mars 1932 et mort le 12 janvier 2024, est un homme d'affaires et homme politique britannique. 

## Biographie
Musulman ismaélite né en Afrique de l'Est, Bhatia fait ses études dans des écoles en Tanzanie et en Inde. Il est marié à Nurbanu Amersi et a trois filles. Il s'installe au Royaume-Uni en 1972. 
Bhatia est président et directeur général de Forbes Campbell International Ltd entre 1980 et 2001. Il est le cofondateur de la Fondation pour les minorités ethniques et son président jusqu'en 2009, et contribue à la création du Conseil des organisations du secteur bénévole des minorités ethniques (CEMVO). Il est également un ancien administrateur de diverses organisations caritatives, notamment le National Lottery Charities Board et Oxfam, en tant que président d'Oxfam Trading. 
En 2006, il est président de la fondation britannique Edutrust, l'organisation prévoyant de parrainer la Rhodesway School. Il démissionne de son poste en mars 2009. 
Bhatia est nommé Officier de l'Ordre de l'Empire britannique (OBE) dans les distinctions d'anniversaire de 1997. Le 5 juin 2001, il est créé pair à vie avec le titre de baron Bhatia, de Hampton dans le Borough londonien de Richmond upon Thames, un des premiers « pairs du peuple ». Il siège à la Chambre des lords comme crossbencher. 
En 2003, Lord Bhatia reçoit le prix Beacon Fellowship pour son rôle de leader dans la lutte contre l'exclusion sociale au Royaume-Uni et dans le monde. 
En octobre 2010, Lord Bhatia est suspendu de la Chambre des lords pendant huit mois en raison du Scandale des dépenses du Parlement du Royaume-Uni. Après cela, il a siégé aux Lords en tant que membre non affilié.   